# Rödpannad myrpickare
Rödpannad myrpickare (Parmoptila rubrifrons) är en fågel i familjen astrilder inom ordningen tättingar.

## Utseende och läten
Myrpickare är små astrilder med ovanligt smala näbbar. Hanen är illröd på pannan och främre delen av hjässan, medan bakre delen, nacken och ansiktssidorna är olivbruna med vita fläckar eller streck. Ovansidan är olivbrun, hakan vit och resten av undersidan kastanjebrun. Honan är mörkbrun ovan, med ljusspetsade hjässfjädrar och rostbrun panna. Undersidan är vit eller gräddfärgad med mörkbruna fjäderspetsar, framför allt på bröstet. Lätet har inte beskrivits.

## Utbredning och systematik
Fågeln förekommer från Liberia (berget Nimba) till södra Mali och sydöstra centrala Ghana. Den behandlas som monotypisk, det vill säga att den inte delas in i några underarter.

## Levnadssätt
Rödpannad myrpickare hittas i ursprunglig sumopskog, ofta nära vatten. Där ses den i par och smågrupper, födosökande för sig eller i kringvandrande artblandade flockar. Födan består av insekter, som namnet framgår framför allt myror.

## Status
Rödpannad myrpickare har ett stort utbredningsområde, men tros minska i antal relativt kraftigt till följd av avskogning. IUCN kategoriserar arten som nära hotad.